# Monkredding House

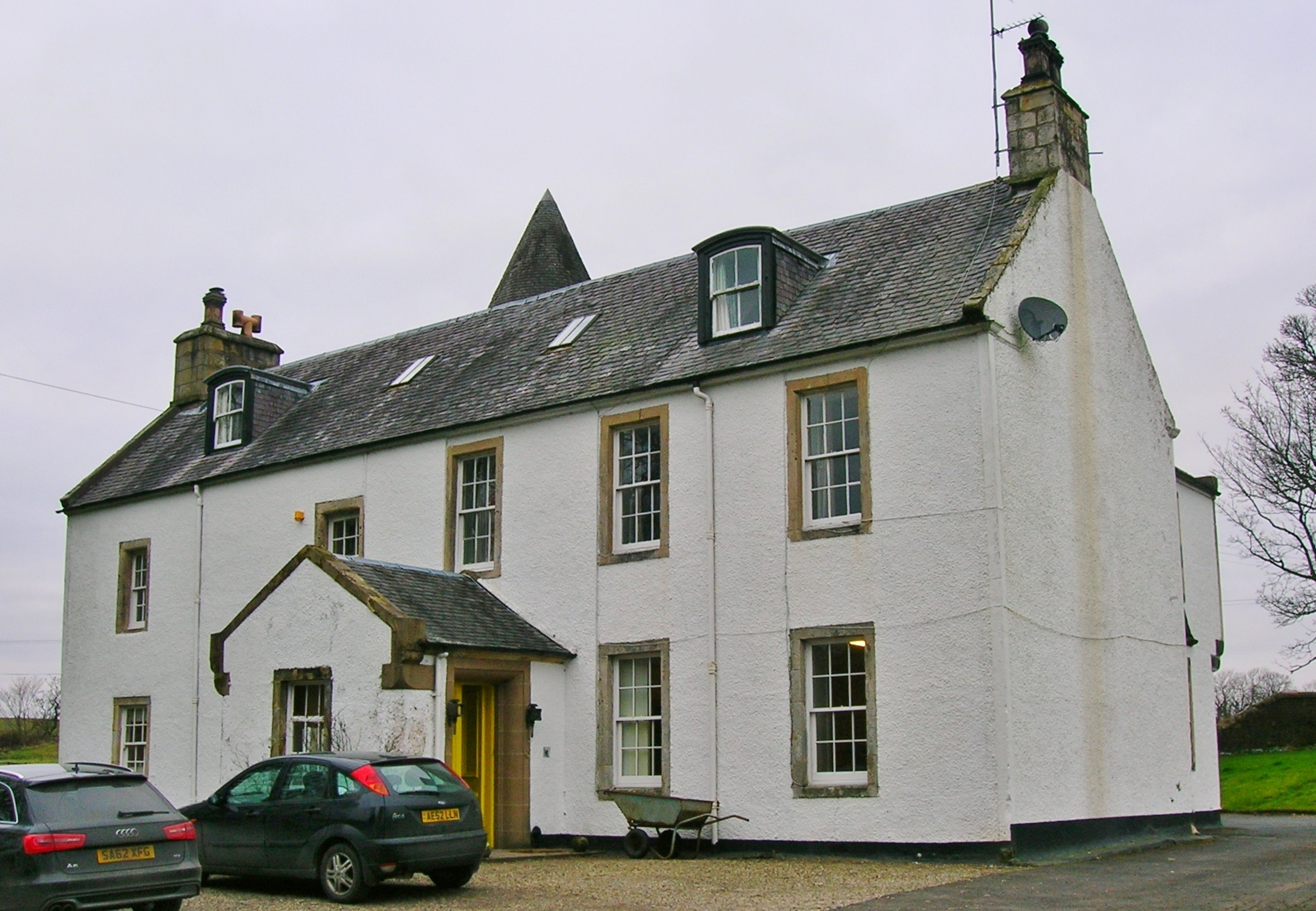
Monkredding House

Monkredding House ist ein Landhaus in der Gemeinde Kilwinning in der schottischen Council Area North Ayrshire. Das Anwesen an der Fernstraße B778 zwischen Kilwinnung und Auchentiber gehörte ursprünglich den Tironensiermönchen von der Kilwinning Abbey; es war der „Mönchsgarten“, ein Altersheim für die Brüder. Monkcastle in der Nähe des Dorfes Dalgarven war der Landsitz des Abtes. Monkredding House ist weiterhin in gutem Zustand und wird als privates Wohnhaus genutzt.

## Geschichte
Zwischen 1539 und 1545 erwarb die Familie Nevin die Ländereien von East und West Monkredding von Alexander, Abt von Kilwinning Abbey. Thomas Nevin war der erste weltliche Besitzer dieser Ländereien, „Teil des alten Halydoms von Kilwinning, das die Äbte etwa zu dieser Zeit aufteilten und an diejenigen verkauften, die sie für das angebliche Geschenk am besten entlohnten, weil sie voraussahen, dass ihr eigener Besitz zweifelhaft und unstetig werden würde“. Der alte Name des Ortes wird mit „Moncarden“ oder „Monks Garden“ angegeben.
Savio schreibt, dass „Thomas Nevin 1539 die Ländereien von East Monkredding erwarb, 1543 die von Guslone und Bannach und 1545 die von West Monkredding und Gaitmureland. Außer der Sicherung für die Pacht gewährte die Pacht dem Pächter das Recht, Bergbau auf seinem Land zu betreiben. Thomas Nevin konnte Kohle auf seinem Pachtland abbauen und sie verkaufen. Seine Familie wurde so reich, dass sie sich ein Tower House in Monkredding bauen lassen konnte.“

## Das Landhaus

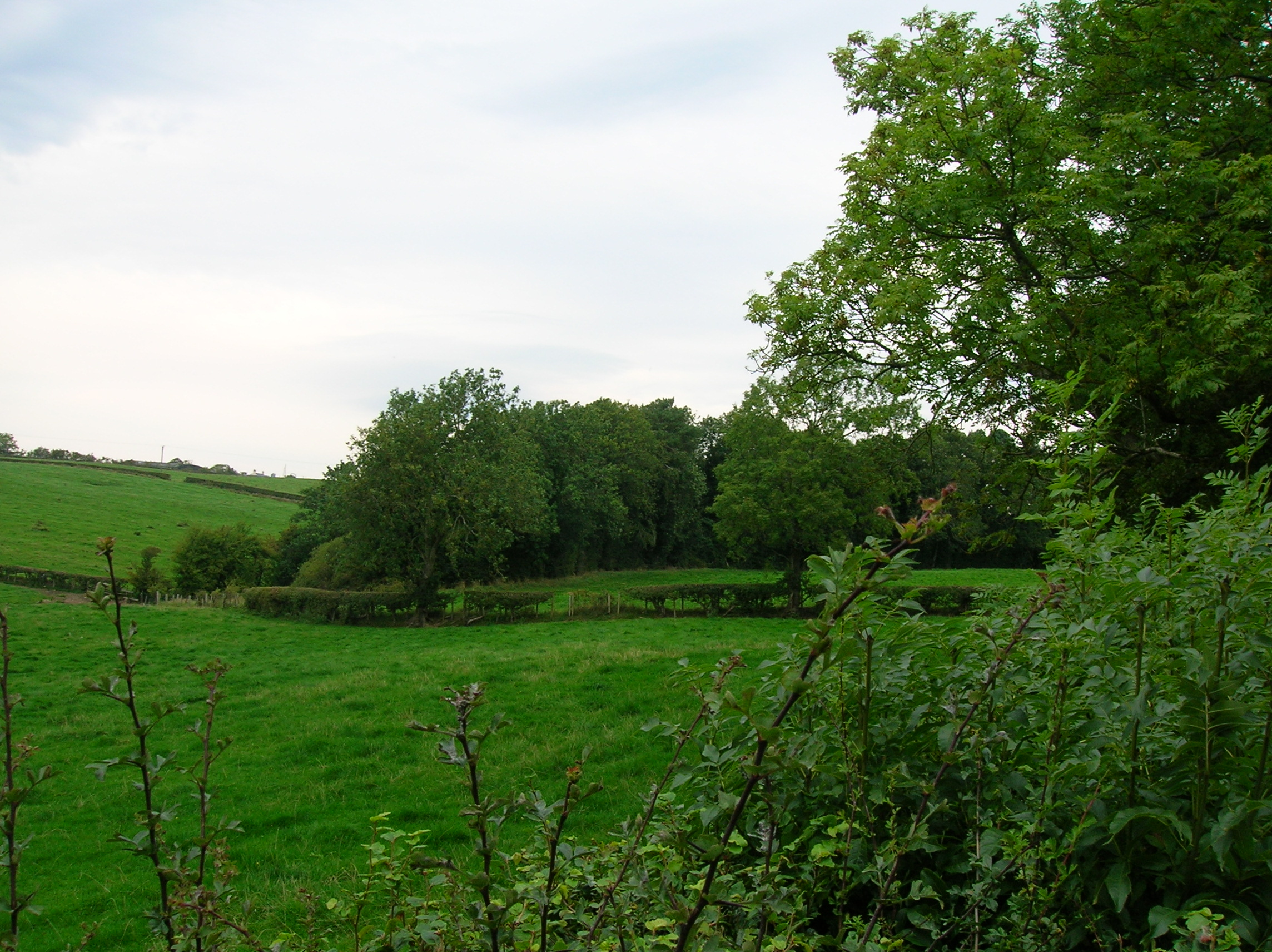
Umgebung und lichte Wälder von Monkredding

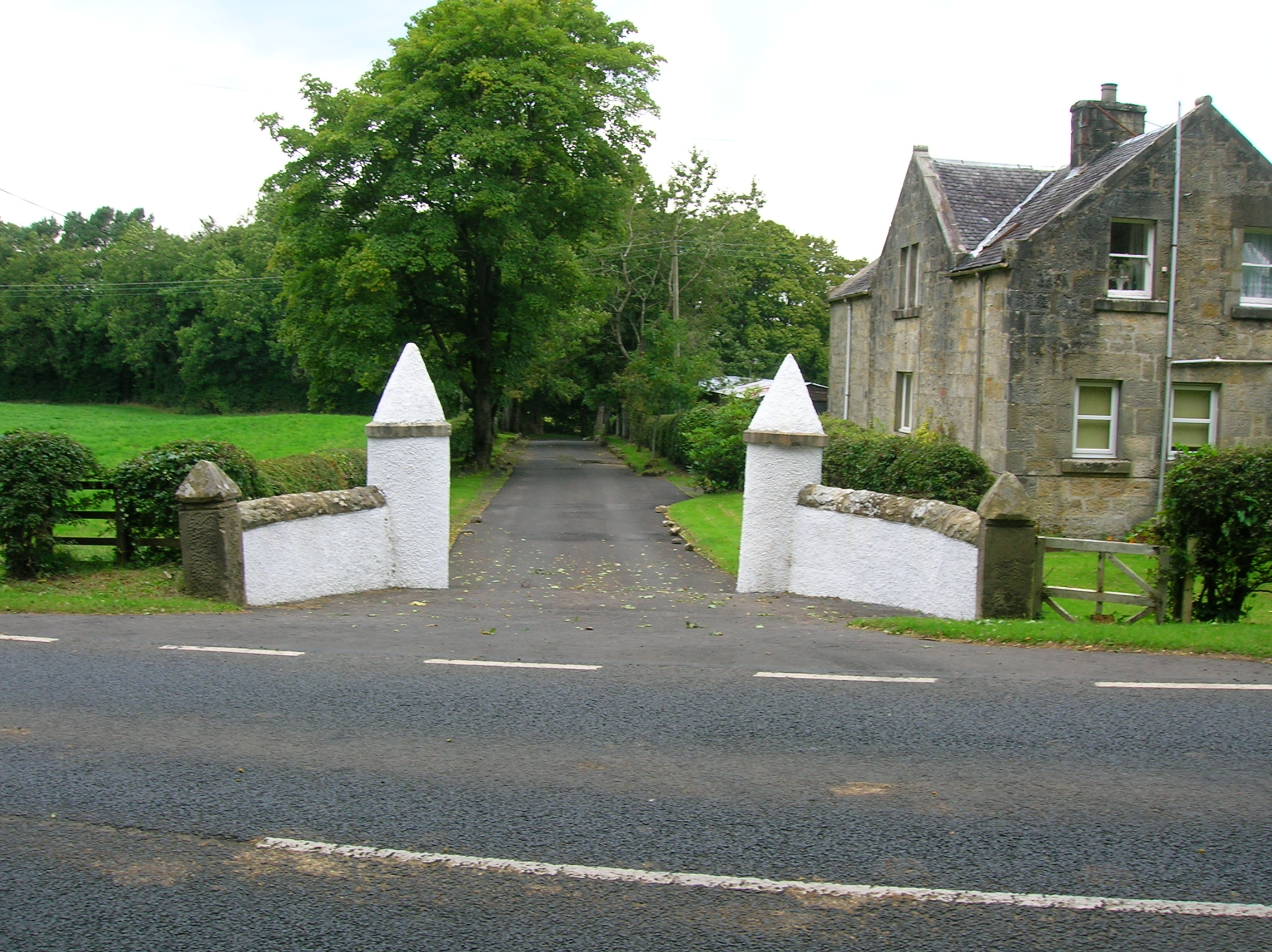
Heutige Eingangslodge

Thomas Nevin, der erste Laird, war im Kohleabbaugeschäft erfolgreich und reich genug, um mit dem Bau des heutigen Landhauses beginnen zu können. Monkredding House, manchmal auch Monkreddin House, ist eine kleine, oft umgebaute Festung mit L-förmigem Grundriss, die heute hinten einen großen, modernen Anbau aus dem Jahr 1905 hat. Er wurde nach Plänen von Hugh Thomson, einem Architekten, der in Saltoaks arbeitete, errichtet. Thomson baute auch die Vorhalle und vermutlich die eduardischen Lodges.
Das Monkredding House besteht aus drei Flügeln, die einen quadratischen Innenhof umschließen; die Nordseite ist offen. Der westliche Flügel und der Treppenturm sind alt. Der Westflügel trägt einen Datumsstein am nördlichen Giebel, auf dem das Baujahr 1602 oder 1605 verzeichnet ist; der Rest wurde 1638 hinzugefügt, wie auf dem Ziergiebel einer Dachgaube an der Westwand vermerkt war. Das untere Geschoss hat eine Gewölbedecke. Das Mauerwerk ist mit rauem Harl verputzt und geweißt. Das Dach wurde abgesenkt. Der runde Treppenturm wurde wesentlich erhöht. Es gibt keine Dachgauben mehr und die Staffelgiebel wurden entfernt. Das Gebäude aus dem 17. Jahrhundert wurde Anfang des 19. Jahrhunderts vergrößert und umgebaut; die Hauptfassade und der zentrale Eingang liegen nun auf der Südseite. Historic Scotland hat Monkredding House als historisches Bauwerk der Kategorie B gelistet.
Wie bereits oben erwähnt, wurde der Turm erhöht, vermutlich bis zu seiner ursprünglichen Höhe. Diese Maßnahme war Teil der Restaurierungsarbeiten, die die MacAlisters durchführen ließen, ebenso wie die Vergrößerung einer der beiden Schießscharten zu einem Fenster. Alexandrina MacAlister meinte, die Hintertür sei einst der Haupteingang gewesen und das Gebäude habe einst möglicherweise als Peel Tower gedient.
1895 wurde das Haus von McMichael als Ruine beschrieben; ein Gebäude ohne Dach, als Ruine bezeichnet, zeigt die 1. Ausgabe (1858) der 6-Zoll-Ordnance-Survey-Karte, Blatt XII.

## Das Grundstück

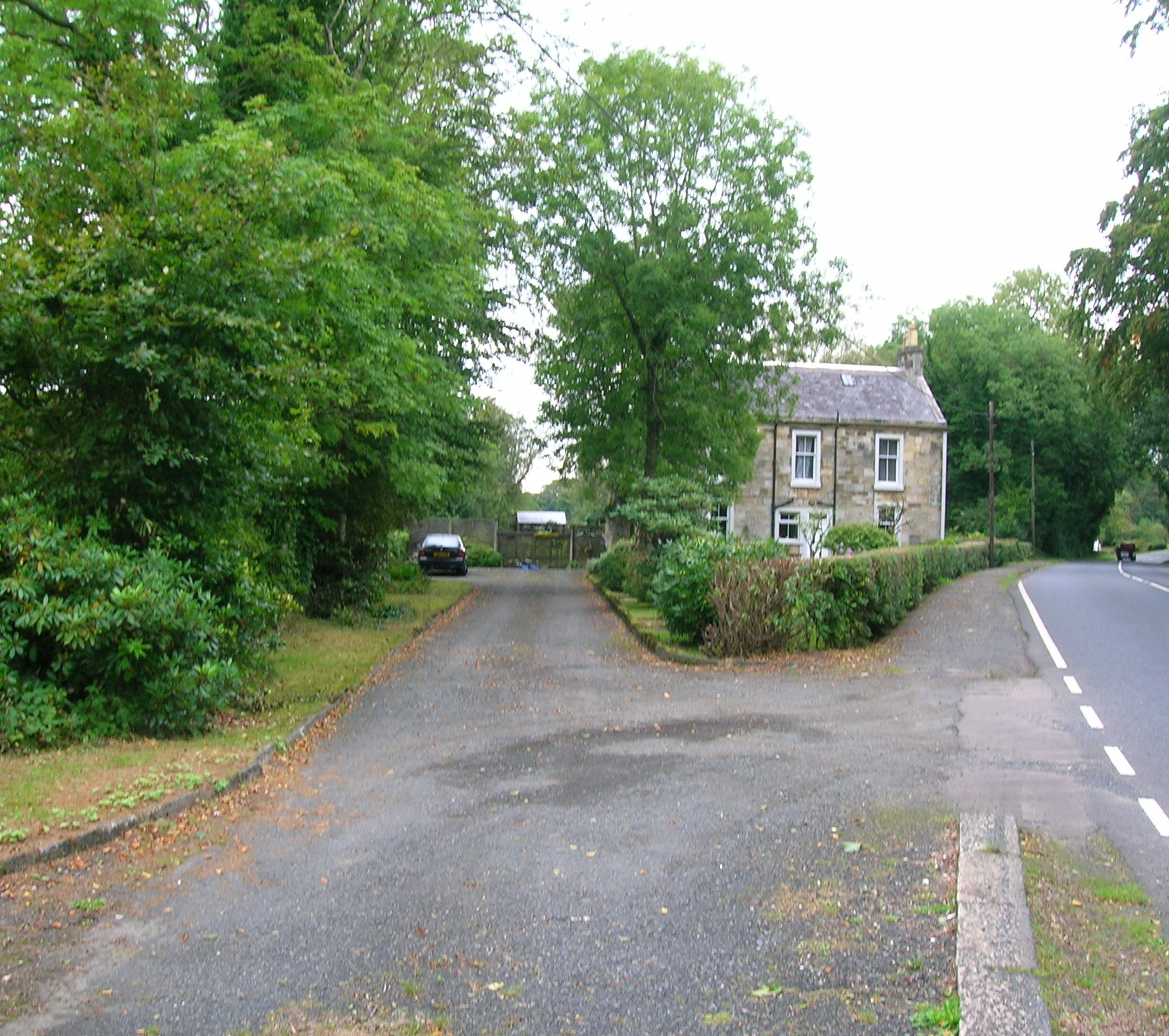
Der alte Eingang und die “Golconda”-Lodge an der Straße nach Auchentiber

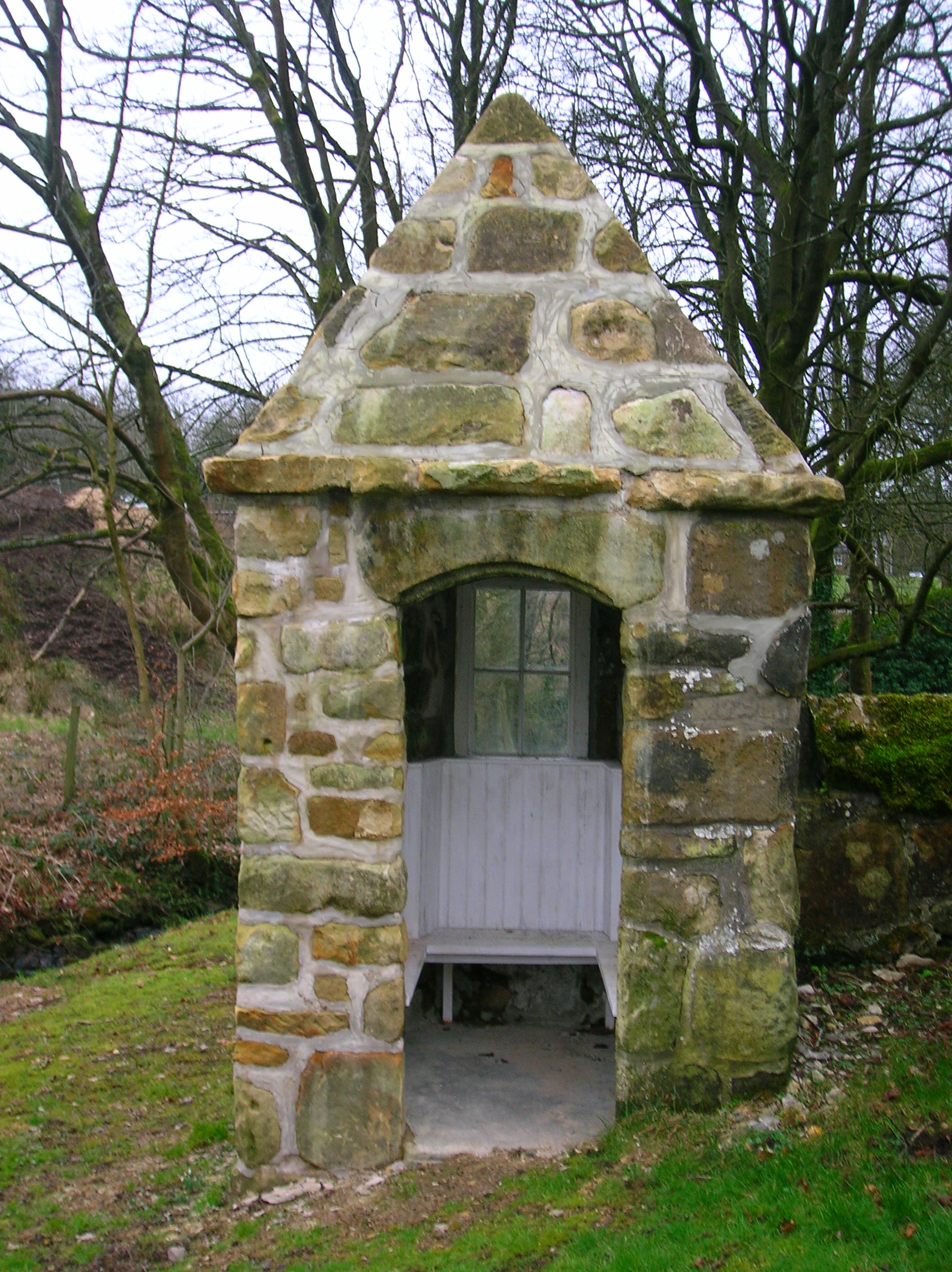
Das Lusthaus

Die Karte von 1775 zeigt ein Landhaus mit großen Ländereien, bepflanzt mit lichtem Wald, ebenso wie Thomsons Karte von 1820. In den 1920er-Jahren stürzte eine alte Buche im Park von Monkredding House um; man fand heraus, dass sie etwa 400 Jahre alt war. Etliche große Buchen stehen noch an der Straßenseite gegenüber dem alten Eingang, einem Teil der alten Ländereien vor dem Bau der neuen Straße.
Ein als historisches Bauwerk der Kategorie C gelistetes Lusthaus gibt es ebenfalls auf dem Gelände.
Die Ordnance-Survey-Karten zeigen, dass der erste Eingang von der Straße nach Auchentiber mit seiner Lodge Golconda aufgelassen wurde, vermutlich wegen Kalksteinarbeiten, und der heutige Eingang mit seiner eduardischen Monkredding Lodge als Ersatz gebaut wurde. Vor dem Bau der Fernstraße war der Eingang an der ehemaligen Straße von Kilwinning nach Beith bei Laigh Gooseloan, die weiter über Jameston und Drambuie führt. Die Karte von Thomson von 1832 zeigt einen Zugang, der entlang der heutigen Straße direkt hinauf zum Haus verläuft. Golconda ist eine Ruinenstadt im mittleren Süden von Indien, westlich von Hyderabad, und Hauptstadt eines alten Königreiches (ca. 1364–1512). Wie es zu der Benennung der Lodge kam, ist nicht bekannt.

## Das Anwesen
Das Anwesen war etwa 280 Hektar Land und wurde später auf über 400 Hektar erweitert; es enthielt alle 12 Bauernhöfe: Monkredding East, Monkredding West, Hullerhill, Crofthead, Bannoch, Gooseloan, Corshill, Gaitmuirland, Nether Mains, Boutriehill, Lylestone und Goldcraig.
1691 waren in den „Herdsteuerrollen“ folgende Leute und Herde auf dem Anwesen verzeichnet: Monkroding house 6; John Kilpatrick; John Langwill 1; Janet Reid 1; John Lockart 1; Robert Montgomrie 1; Meran Kilpatrick 1; John Reid 1; John Niving 1.

## Bergbau

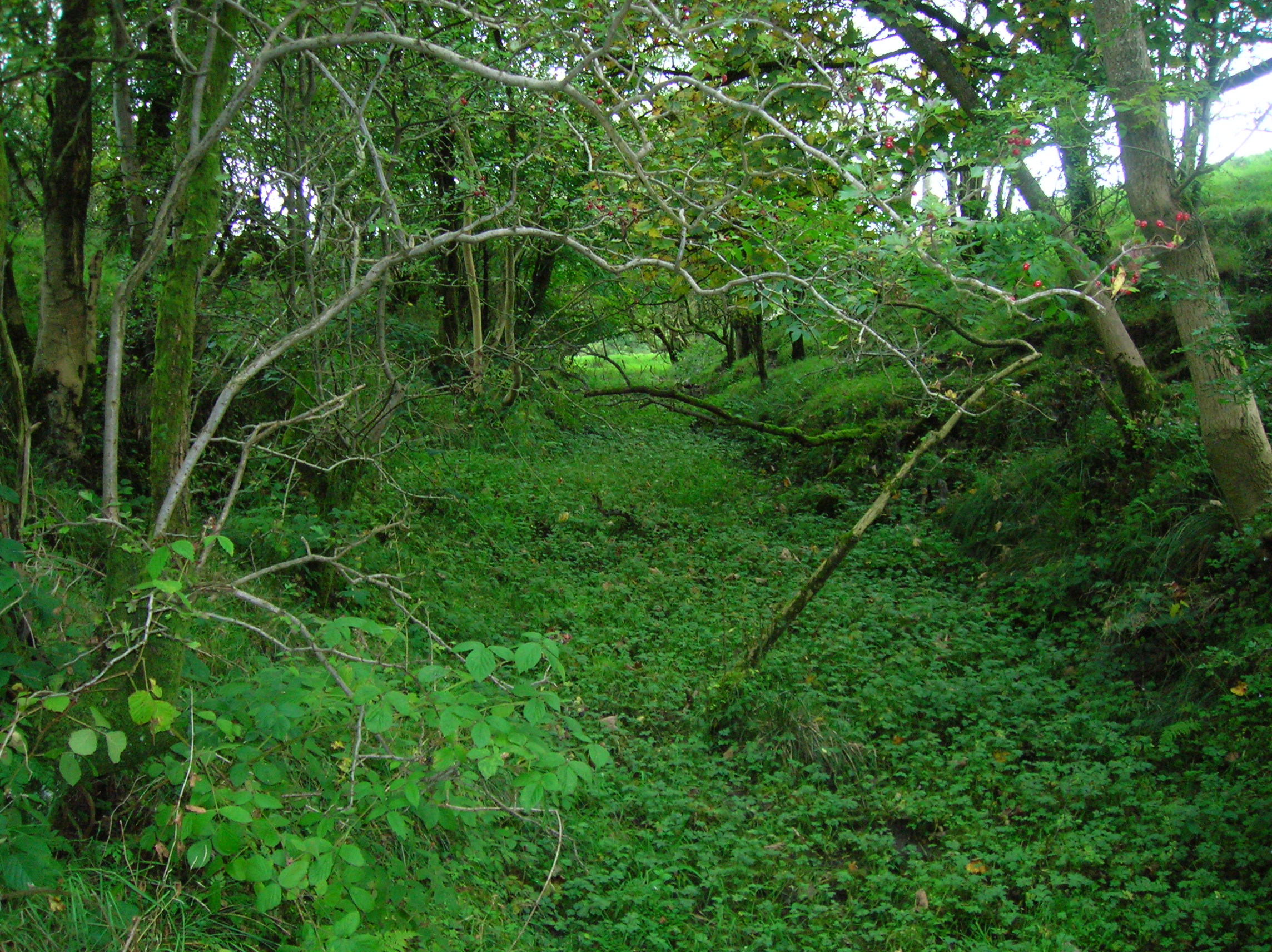
Alter Weg von Lylestone nach High Monkredding mit seinen Kalksteinbrüchen

Kohlenabbau und Abraumhalden in Monkredding bei Kilwinning verzeichnete Timothy Pont 1608, die sich zusammen mit dem Kalkstein auf 20–40 Hektar erstreckten. Steinbrüche und Kohlegruben reichten so nahe an das Landhaus, dass sein Eingang verlegt werden musste.

„Auf den Ländereien von Monkridding gibt es alte Kohleabraumhalden in Verbindung mit Kalksteinflözen von 2½ bis 3 Fuß Dicke, die vor etlichen Hunderten von Jahren aufgefahren wurden und sich über 50 bis 100 Acres erstrecken. Diese Kohlelagerstätte muss in jenen Tagen mangelhafter Maschinen wegen der speziellen Lager der Kohle und der Lage des Landes von großem Wert gewesen sein, da alles wasserfrei gemacht wurde, und vom alten Abraum gibt es heute einen konstanten Ausfluss feinen Wassers. Es gibt noch einen großen Teil der Unterkante [des Flözes] abzubauen. In den Papieren der Blairs wurden noch Quittungen für Kohle aus diesem Abbaugebiet gefunden, die aus einer Zeit vor 200 Jahren stammen.“

Der Steinbruch von Monkredding mit seiner zugehörigen Schmiede und Eisenbahn war ein Feinkornsteinbruch mit angeschlossener Siedlung, Kalksteinbruch und Kohlegruben, wie man ihn in der 6-Zoll-Ordnance-Survey-Karte sieht. Der Bericht des Inspector of Mines von 1874 führt Monkredding unter den zwölf aktiven Bergwerken der Gegend um Irvine auf.
Das Kohleflöz Monkridden No. 1 wurde vor 1879 aufgegeben und Wee Coal and Limestone war 1877 noch in Betrieb. Der Kalksteinbruch von Goldcraig wurde 1891 geschlossen und die Kohlegrube in Wee wurde 1927 aufgegeben. Lylestone hatte Wee-Kohle- und Tongruben. Die oberen Bergwerke wurden 1918 aufgelassen.